# ЦСК ВВС (стадион, Самара)
Стадион ЦСК ВВС — стадион в городе Самара.  Стадион входит в универсальный спортивный комплекс ЦСК ВВС «Стара-Загора».

## Спортивные команды
футбол
- «Крылья Советов» (жен.) (2011, 2020-)[1]
- «Крылья Советов» (мол.)[2]
- «СКА-16»[3] (1973—1976)
- ЦСК ВВС (2005—2019) (жен.)
- ЦСК ВВС (2013)

хоккей
- «СКА» («СКВО») (1958—1966, до постройки Ледового Дворца Спорта[4] и отдельные матчи вплоть до 1971 года[5][6])

## История
Открытие окружного армейского стадиона состоялось летом 1958. Территория объекта примыкала к военной части (спортивная рота) и когда-то находилась в загородной дачной местности города Куйбышев, теперь стадион ЦСК ВВС расположен в центре обширного жилого массива. К услугам: футбольное поле, баскетбольные и волейбольные площадки, беговые дорожки. Сейчас стадион находится в управлении СДЮСШОР ЦСК ВВС. Школа олимпийского резерва культивирует 13 видов спорта: академическая гребля, велосипед, вольная борьба, греко-римская, дзюдо, гребля на байдарках и каноэ, легкая атлетика, плавание, пулевая стрельба, синхронное плавание, тхэквондо, фехтование, теннис и футбол. 12 сентября 1994 года в соответствии с приказом командующего войсками Краснознаменного Приволжского военного округа стадион и прилегающая территория были переданы Центральному спортивному клубу Военно-воздушных сил (г. Самара). С 1999 года стадион носит название ЦСК ВВС (при слиянии со СКА-16). К 2011 году стадион полностью реконструирован.

## Примечание
1. ↑  Чемпионат России. womenfootball.ru. Архивировано 17 мая 2016. Дата обращения: 12 декабря 2011.
2. ↑  Молодежка "Крыльев Советов" потерпела поражение от сверстников из "Терека" - 0:2. volga.news. Дата обращения: 30 марта 2014.
3. ↑  Развеев Виктор Борисович - Президент Фонда поддержки ветеранов спорта Самарской области. niasam.ru. Дата обращения: 12 декабря 2011.
4. ↑  История хоккейных мест. Куйбышев. yarsport.ru. Архивировано 4 августа 2020. Дата обращения: 20 июля 2020.
5. ↑  Чемпионат СССР. 2-я лига, западная зона. СКА (Куйбышев) — «Металлург» (Череповец) — 6:3. cskvvs.com. Дата обращения: 1971-02-01. {{cite news}}: Проверьте значение даты: |accessdate= (справка)
6. ↑  М.Васюков. Без зрителей // Волжская коммуна. — 1971. — 4 февраля.
7. ↑  Новости // Красная Звезда. — 1958. — 17 июня.
8. ↑  Военнослужащие спортивной роты ЦСК ВВС в Самаре приняли присягу. volga.news. Архивировано 28 августа 2021. Дата обращения: 24 июня 2013.
9. ↑  Армейская детская спортшкола ЦСК ВВС дает чемпионскую закалку. womenfootball.ru. Дата обращения: 15 ноября 2013.
10. ↑  СШ (ОРК) филиала ФАУ МО РФ ЦСКА (ЦСКА ВВС, г. Самара). cska.ru. Архивировано 9 июля 2020. Дата обращения: 15 ноября 2013.
11. ↑  Армейский спорткомплекс на улице Стара-Загора начинает новую жизнь. samaratoday.ru. Архивировано 26 октября 2021. Дата обращения: 23 февраля 2011.